# Чупрун Пафнутій Григорович
Пафнутій Григорович Чупрун (1884, Папужинці Уманського повіту — 20 травня 1969, Філадельфія, США) — воїн Армії УНР, учитель, інспектор народних шкіл, громадський діяч.
Після поразки української армії у війні з більшовиками мешкав у с. Милуші коло Луцька. Внаслідок Другої світової війни з родиною емігрував на захід, від кінця 1940-х рр. мешкав у Філадельфії.